# Nonaflat

La fórmula esqueletal de l'anió de Nonafat.

Nonaflat, a la química orgànica, és el nom del grup dels anions de nonafluorobutanosulfonat, les sals o bé els èsters de l'àcid nonafluorobutanosulfònic. És un bon grup sortint.
Pot reemplaçar les cadenes de substàncies perfluoroalquilades (PFAS) més tòxiques.